# 虛構作品中的人工智慧
人工智慧是科幻小說中經常出現的主題，無論是強調其潛在利益的烏托邦式，還是強調其危險性的反烏托邦式。
具有類人智能的機器的概念最早可以追溯到塞繆爾·巴特勒（Samuel Butler）1872年的小說《埃魯洪》（Erewhon）。

## 背景
具有類人智能的機器的概念最早可以追溯到塞繆爾·巴特勒（Samuel Butler）1872年的小說《埃魯洪》（Erewhon）。這部作品借鑒了他在1863年發表的《機器中的達爾文》一文，在那篇文章中，他提出了自我複制機械之意識進化的問題，這些機器可能取代人類成為優勢物種。例如瑪麗·雪萊（Mary Shelley）於1818年創作的《科學怪人》中的生物被認為是人造生物。而這種人造生物的概念也出現在古典時期。
人工智能是由機器所展示出的智能，與人類和其他動物展示出的自然智能形成對比。這是科幻小說中經常出現的主題，無論是強調潛在利益的烏托邦式，還是強調危險性的反烏托邦式。例如，電影導演雷利·史考特（Ridley Scott）在他的整個職業生涯中一直專注於人工智能的題材上，並且在他的電影《普羅米修斯》、《銀翼殺手》和《異形》系列中起著重要的作用。
1965年，歐文·約翰·古德（I.J. Good）描述了一場智能爆炸，現在通常被稱為技術奇點，在這種爆炸中，“超智能機器”將能設計出更加智能的機器，從而導致創造出智能遠超人類的機器。
宇宙學家馬克斯·泰格馬克（Max Tegmark）已經研究了人工智能的存在所帶來的風險。一旦創建了“超級智能AI”，他提出了十種一旦創建超級智能AI社會可能出現的結局，其中包括一些烏托邦式與一些反烏托邦式結局。

## 外部連結
- AI and Sci-Fi: My, Oh, My!:Keynote Address （页面存档备份，存于） by Robert J. Sawyer 2002
- AI and Cinema - Does artificial insanity rule? （页面存档备份，存于） by Robert B. Fisher